# Jamboard

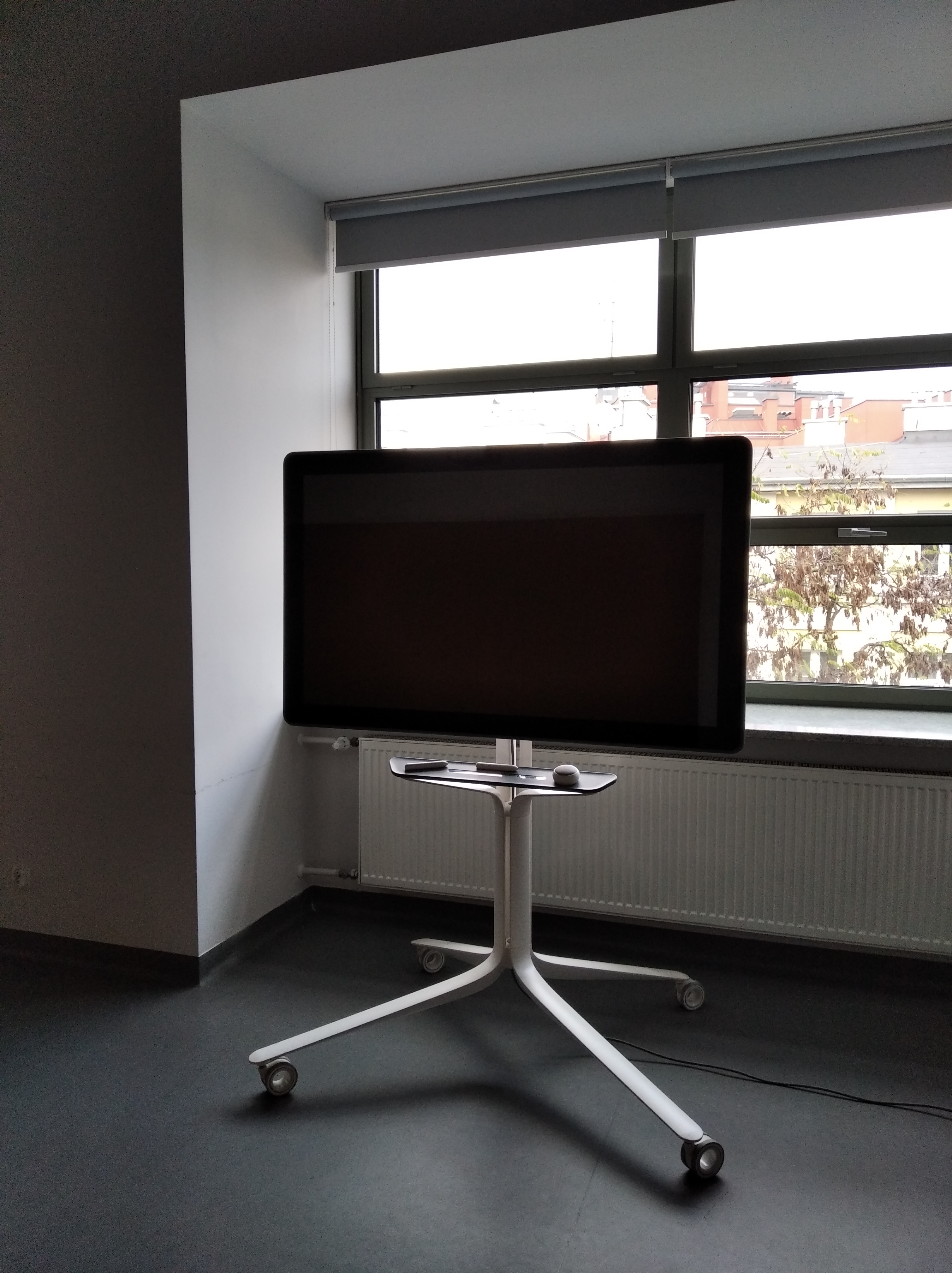

Jamboard fue el primer producto de hardware diseñado y fabricado por Google y consistía en una pizarra blanca con pantalla táctil de 55 pulgadas y resolución 4K, destinado a complementar a los tipos de herramientas basadas en la nube o G Suite que incluía, como, por ejemplo, Gmail, Drive, Docs, entre otros; las herramientas que poseía Jamboard estaban pensadas para la colaboración y el trabajo a distancia de forma en línea.
Jamboard contaba con todas las herramientas necesarias, incluyendo notas adhesivas, plantillas, así como características avanzadas como la escritura a mano y reconocimiento de formas. Cada documento generado podía ser guardado en la nube de Google para su posterior acceso, bien sea para retomar lo que se estaba haciendo, o para su visualización, en contraposición a las pizarras tradicionales, que para poder usarlas de nuevo había que borrar todas las anotaciones, dibujos y otros elementos aportados a través de un borrador.
El 30 de septiembre de 2023, Google anunció que desconectaría Jamboard para el día 31 de diciembre de 2024.

## Características
- Pantalla táctil de 55 pulgadas y resolución 4K.
- Incluía 2 styli y un borrador.
- Tenía una cámara HD para videollamadas.
- Poseía altavoces y conexión WiFi.
- Estaba configurada de serie para usar Hangouts.[4]